# 第3新東京市
第3新東京市（だいさんしんとうきょうし、英語: TOKYO-3 / TOKYO-III）は、日本のアニメーション作品『新世紀エヴァンゲリオン』および『ヱヴァンゲリヲン新劇場版』とその派生作品に登場する架空の都市。神奈川県足柄下郡箱根町仙石原付近の芦ノ湖北岸にあたり、特務機関NERV（ネルフ）の本部が置かれる「使徒迎撃専用要塞都市」である。
本記事で単に「劇中」という単語を使用する場合は『新世紀エヴァンゲリオン』、『ヱヴァンゲリヲン新劇場版』の両方を指す。

## 作中での歴史

### 『新世紀エヴァンゲリオン』

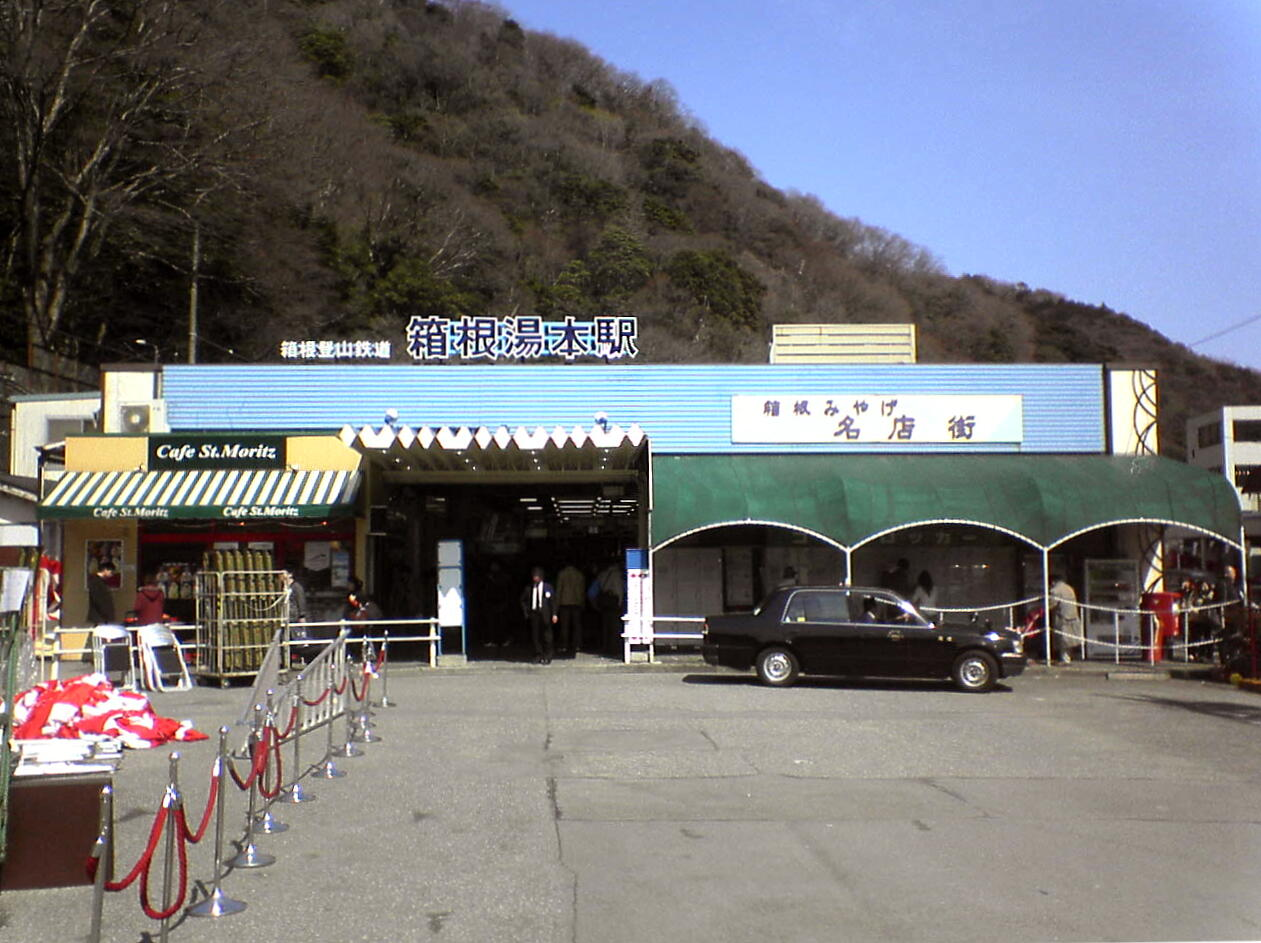
箱根湯本駅の旧駅舎（2005年3月19日撮影）。テレビ版第四話、第拾九話の舞台になった。（劇中の駅名は新箱根湯本駅）

2000年9月13日に発生した「セカンドインパクト」、および同9月20日の新型爆弾の攻撃により首都、東京都は壊滅した。その復興を断念した日本政府は、2001年に長野県松本市を暫定的な首都として第2新東京市と改称して遷都した。
その後、2004年に国会で「第二次遷都計画」が承認され、2006年に将来の新首都、第3新東京市として芦ノ湖北岸（神奈川県足柄下郡箱根町仙石原付近）に推定50兆円の建設費用をかけて2015年を目処に着工した。完成後は第2新東京市から遷都される予定となっている。
しかし、次期首都という題目は特務機関NERV（ネルフ）が日本政府の予算で建設するための方便であり、その実態は使徒迎撃専用要塞都市であり、その地下にある巨大な半球形の空洞・ジオフロント（本来は巨大な球状であるが、その89%が土砂に埋まった状態であるため、残りの11%というわずかな空間に施設が置かれている）内にNERV本部が置かれ、都市の随所にエヴァンゲリオンの射出口、兵装ビル（エヴァンゲリオンの武装の格納庫および偽装砲台）が設置されている。
第3新東京市は、使徒との戦いで度重なる被害を受け、最終的には第弐拾参話で綾波レイの操るエヴァンゲリオン零号機の自爆により壊滅的な被害を受け、芦ノ湖とつながって水没した。その後、劇場版第25話において、戦略自衛隊によるN2弾道弾の攻撃により完全に破壊され、ジオフロントがむき出しにされた。

### 『ヱヴァンゲリヲン新劇場版』
旧世紀版と同様、神奈川県箱根町に新たに使徒迎撃専用要塞都市として建設された。
しかし、新劇場版本編では、第3新東京市が建設された経緯は語られていない。ただし、「将来の首都移転先としてカモフラージュ」という点は旧作と同じである。『破』の終盤で第10使徒の攻撃を受け、壊滅的な被害を受ける。最終的には「ニア サードインパクト」の爆心地となり、遺棄された。

## 表記
劇中では一部で“第三新東京市”という漢数字を用いた表記がみられる。
テレビアニメ版（および劇場版）での英称は“TOKYO-3”だが、『新劇場版』では“TOKYO-III”とアラビア数字ではなくローマ数字が使用されている。英語版での名称は「Neo Tokyo-3」。
小松左京原作のSF映画『さよならジュピター』冒頭に登場する長距離旅客宇宙船「TOKYO-III」に因んでいる

## 都市機能
非常事態宣言発令時には兵装関連施設を除くすべての建築物がジオフロント内部へと収容される。市街地にはEVA ORDINANCE DEPOT STRUCTUREなどエヴァの作戦をサポートする設備が多数配置されており、付近の山中にはミサイル発射装置や砲台が収納されている。ジオフロントへのアクセスはインクラインやケーブルカー、カートレインで行くことができ、NERV職員らはそれらを使って地上と行き来している。ジオフロントが地上と同じ気候を維持出来るのは芦ノ湖寄りに設置されている集光システムビルによるものである。
また、主人公の碇シンジらが通う第3新東京市立第壱中学校2年A組にはエヴァンゲリオンのパイロット候補となる14歳の少年少女が集められているが、このことはNERVの一部の人間を除いて、本人たちにも極秘であった。

### 行政
市議会等の市行政機関は存在するが、実際にはNERV本部に設置されている人工知能スーパーコンピュータMAGIシステムによる決定事項を遂行する傀儡である。
警察に関しては本編と同じく第3新東京市が舞台のゲーム『名探偵エヴァンゲリオン』では神奈川県内だが、警視庁と描かれたパトカーと警視庁の警察官が登場した。
第3新東京市は神奈川県であるが、車のナンバープレートでは山梨ナンバーが見受けられる。なお『新劇場版:序』では、葛城ミサトのアルピーヌ・A310のナンバープレートには「東2」と表記されている。
市章はイチジクの葉。

## 地理

### 地形
仙石原を中心に碁盤の目状に新市街地が広がり、その周りを旧市街地が取り囲んでいる。『新劇場版』では、旧市街地には赤く染まった不気味な緑地や崩れ落ちた高層ビル群、地面に突き刺さった列車など異様な光景が広がっている。使徒襲来時には新市街地を構成するビル群はジオフロント内に収容されて天井都市を構成する。新市街地は人工地盤のブロックで構成されており、非常事態時にはロックボルト（新劇場版では「爆砕ボルト」と発言）の破砕処置により、人工地盤ごとエヴァンゲリオンを収容可能である。
新市街地には片側3車線の大規模な道路が縦横に走り、路面にはエヴァンゲリオン地上射出用エレベーター坑が設けられている（その地点にはEVA射出口の表記がある）。また緊急時には路面を屹立させて、使徒からの攻撃を防ぐ防御壁としても機能する。
テレビアニメ版第弐話で見られる遠景の眺望は金時山からのものであり、『ヱヴァンゲリヲン新劇場版:序』の特装版DVDでは「新金時山展望台」とクレジットされて紹介されている。下の写真は、箱根町仙石原の金時山からの眺望である。

### 周辺
周辺は現在の箱根とあまり変わらないが小田原には昔の羽田、その北側に横浜その東側に若洲、そのまた東に川を挟んで中央防波堤埋立処分場のような地形であることがテレビ版オープニングの画像からわかる。

### 範囲
都市としての規模や人口・財政は、現在の東京23区よりかなり小さい。第3新東京市の中心市街地は仙石原周辺に限定されているが、行政範囲については明確にされていない。仙石原を中心とした半径3キロの地下にジオフロントが広がっており、箱根山外輪山を越えて一部は現在の御殿場市にまで達している。そのため、御殿場市の一部も第3新東京市に含まれていると思われる。ジオフロント内の地下居住区も、行政上は第3新東京市に所属する。なお、芦ノ湖南岸は神奈川県足柄郡旧箱根町となっている。第3新東京市の住人は、NERV勤務者とその家族などの関係者に限定されている。

## 建築物・施設
市内各所には一般建築のほかにエヴァンゲリオンの戦闘を補助する建築物が多く存在する。
懸垂式高層建築物を固定するために、閂式施錠型第2安全装置やストラクチャー基礎梁固定用熱間圧延異形棒鋼式大型ロックボルトなど多くの特殊建築物が存在する。またエヴァンゲリオンの武器を収納しているEVA ORDINANCE DEPOT STRUCTURE など戦闘時直接使用するものもある。
『ヱヴァンゲリヲン新劇場版:破』では、国際環境機関法人「日本海洋生態系保存研究機構」が所在地は不明だが、赤く染まった海を青に戻すための研究施設として洋上に造られている。

### NERV施設
- 特務機関NERV本部 中央施設
  1. 南棟第36施設
- NERV中央総合病院
  1. 第1特別病棟
  2. 第2特別病棟
- 仙石原直通NERV専用弾丸道路 湖尻隧道
- NERV専用高速道路 第5号線
- NERV本部地下B棟 第102番連絡坑道 (旧台ヶ岳第l共同溝)
- 天蓋区画管理局別棟 人事第1課 特別会議室
- 箱根大深度地下大規模空間
- 第3新東京市大深度地下天蓋中央区画 懸垂式高層建築物群
- 総合戦闘指揮所
  1. 第1発令所
  2. 第2発令所

### 兵装ビル
- MISSILE SILO BANK STRUCTURE
直訳すると「ミサイルサイロ格納庫構造物」
- LARGE CALIBER AUTOMATIC CANNON PLATFORM STRUCTURE
直訳すると「大口径自動砲塔プラットフォーム構造物」
- ROWS OF LARGE CALIBER AUTOMATIC CANNON PLATFORM STRUCTURES
直訳すると「列型大口径自動砲塔プラットフォーム構造物」
- FLAK TOWER TYPE-C
直訳すると「対空砲火塔 Cタイプ」。オート・メラーラ127mm砲を装備。
- VERTICAL CARROUSEL CARPARK IMPROVISED FIRE SUPPORT STRUCTURE
直訳すると「射撃支援用垂直回転式駐車場構造物」。ペトリオットを装備。
- VLS HOUSING STRUCTURE
直訳すると「垂直発射装置収容型構造物」
- EVA ORDINANCE DELIVERY LIFT HOUSING STRUCTURE
- EVA ORDINANCE DEPOT STRUCTURE

### その他の防衛施設
- 二子山第2要塞
  1. 第4情報通信処理所
  2. 二子山第2要塞リニア軌道引込線 (上部軌道)
  3. 二子山増設変電所地上施設NERV専用鉄道下二子山支線 (非電化)
  4. NERV専用鉄道下二子山機関区
  5. 下二子山登頂部臨時射撃場
  6. 二子山第2要塞増設地上変電設備
- 御殿山第4要塞
  1. 第3対地自動攻撃システム
VLS Mk44 地対空誘導弾垂直発射装置を装備。
  2. 第4対地自動攻撃システム
オート・メラーラ127mm砲を装備。
- 三島第5要塞
  1. 第2自動砲台
50口径三年式12.7センチ砲を装備。
- 閂式施錠型第2安全装置
- ストラクチャー基礎梁固定用熱間圧延異形棒鋼式大型ロックボルト
- 第3新東京市地上中央区画 懸垂式高層建築物群
- 地下第2環状線総合基地車両待機壕第1格納庫
- 第27及び第28地対地800mm列車砲陣地
「地対地800mm列車砲」はかつてドイツ陸軍が運用していた80cm列車砲そのもの。
- 元箱根児童公園 第3砲台 (艦載砲塔転用)
この砲台は2つが（劇中では3つを確認）大和型戦艦に搭載されている46センチ主砲塔、1つが60口径三年式15.5センチ3連装砲に酷似しており、「艦載砲塔転用」の情報からもほぼ間違いなく、大和型の砲塔（もしくは史実でのそれと同じ設計の砲塔）を使用していると思われる。史実ではそれらは2艦に搭載され、全て沈没した。
- 第16火網一帯防御陣地
- 対電磁光波熱線防護跳開式装甲板 (路盤擬装型)
- MABSS
『新劇場版:破』で、第8の使徒（サハクィエル相当）が落下コースを変えた際に、落下地点までの初号機のコース変更に伴って、第3新東京市の様々な場所に展開された。正式名称『Multipurpose Adjustable Blast Shield Structure』で、直訳で「多目的の調整可能な爆破シールド構造」。
- 旧東京再開発臨海部国立第3試験場
テレビシリーズ第七話で、JAの試験運転が行われた場所。

### 公共施設
- 第3新東京市立第壱中学校[注 9]
- 昇開式可動歩道橋
- 桃源台中央駅
第3新東京市陸路の玄関口となっている駅。駅構内には反転フラップ式案内表示機（外観は京急川崎駅と酷似）が設置されている。NERV職員の通用門でもあり、この駅からはジオフロント方面を結ぶインクラインやケーブルカーなども発着している。地底ホームには緊急退避用のインクラインが敷設されている（車両は黒部ケーブルカーに酷似）。
- 国際環境機関法人日本海洋生態系保存研究機構
新劇場版（登場は『破』）で、第3新東京市の郊外にある海洋生物研究所。セカンドインパクトにより、赤く染まった海を元の青色に戻すという大実験計画を実行している。施設内には失われた海洋生物が多数保存されている。この施設の生態系管理はかなり厳重で入室するには様々な処理を受けなければならない。施設上空からのショットでは、施設内に複数設けられた円形の池がセフィロトの樹の形に配置されていることがわかる。
- 第3新東京国際空港

### 住宅
- コンフォート17マンション
- 第3新東京市営住宅 第22番建設職員用団地
  1. 6号棟

### 商業施設
- コンビニエンスストア ローソン 第3新東京市東仙石原店
- アンダーロビー・ラウンジ&バー ライブ(2号店)

### シェルター
- 重度災害対応型大深度地下待避壕
- 大深度地下退避通路(民間用)
- 第334地下避難所

## 交通機関
第3新東京市周辺には多くの公共交通機関がある。このうち鉄道は劇中に多く登場する。

### モノレール

#### 旧世紀版（モノレール）
旧世紀版では第3新東京市第七環状線というモノレール路線が登場する。車体にはJRのロゴが貼り付けられており、運営しているのは市ではなく、JRが直接行っていると推測される。また第壱話「使徒、襲来」の冒頭では特別非常事態宣言発令によって全線運転休止となってホームに停車中のモノレール車両が登場するが事業者名や路線系統等は不明。

#### 新劇場版（モノレール）
旧世紀版では独特のデザインのモノレール車両が描かれていたが新劇場版ではCGによる非常に写実的なモノレール車両が描かれている。
新劇場版では第3新東京市高速鉄道第二環状線というモノレール路線が登場する。路線は元箱根や仙石原、桃源台、強羅、長尾峠を循環している物と推測される。車両は北九州モノレールの車両と同じ車両が使用されている。車体色は赤色に白色の帯と独自の塗装。車体前面部と側面には第3新東京市の市章が貼り付けられている。『新劇場版:破』では新真鶴方面を結ぶ路線も登場しており、こちらには多摩都市モノレールの車両が使用されている。車体の前面には第3新東京市新交通システムの社章が張り付けられている。
同じく『新劇場版:破』ではシンジが第二環状線に乗車中に「第10使徒」の侵攻によって日本政府より非常事態宣言が発令されたが、このように運行中に発令された場合は「緊急条例」に基づいて最寄りの退避ステーションに退避する。

### 一般路線

#### 旧世紀版・新劇場版 共通
旧世紀版・新劇場版とも箱根湯本駅に停車中の箱根登山鉄道の車両（モハ2形110号車）が爆撃によって破壊されるシーンがある。

#### 旧世紀版（一般路線）
小田急電鉄の小田急ロマンスカーや箱根登山鉄道も走っている。旧世紀版では新箱根湯本駅までリニア式小田急ロマンスカー（HiSEに酷似した車両）が敷設されており、第3新東京市と新厚木間を結ぶ政府専用特別急行列車が運行されている。

#### 新劇場版（一般路線）
新劇場版には「新中央線」という路線が登場し、駅には第2新東京市方面と書かれたLED案内表示があるが、長野県内の小郡新川駅でのシーンである。車両はE231系が使用されている。新中央線で使用されている車両はオレンジ色の帯をまいたカラーリングである（外見は中央線快速などで使用されるE233系に酷似している）。車番はモハE231-1500であった。劇中に登場する鉄道車両の多くがE231系とDD51であり、旅客用ではE231系のみが登場した。
新劇場版の第3新東京市新交通システムの路線は次のとおりである。
- 第3新東京市環状線
- 第3新東京市中央線
- 第3新東京市南北線
- ジオフロント外周ドリル北線
- ジオフロント外周ドリル南線
- 第三新東京市地下中央線
- 第3新東京市ジオフロント線
- ジオフロントケーブルカー（民営）
- 第3インクライン1号線

また新劇場版のその他の路線は次のとおりである。
- 新中央線
- 第2新東箱中央新幹線
- 新箱根登山鉄道

作戦時にはエヴァ初号機が電車を吹き飛ばしながら走る場面があるが、こちらに出てくる車両はE231系の湘南色（近郊タイプ）とDD51形、後述のカーゴトレインである（E231系にはグリーン車であるサロE230・E231が連結されておらず、編成は15両編成を超えている）。
さらに新劇場版のオープニングには市街地に突き刺さるE231系と思われる車両（モノトーンカラー）が出てくるが、こちらにはサロE230と思われる車両が描かれている。

### 専用路線
NERV専用路線もいくつか存在する。『新劇場版：序』のヤシマ作戦では、二子山増設変電所地上施設ネルフ専用鉄道下二子山支線（非電化）という専用鉄道が登場する。用途は主に作戦時に必要な兵器や装置類の輸送に使用される。劇中ではDD51形ディーゼル機関車（DD51-1028）牽引の貨物列車が登場する。これに牽引される貨物車両は屋外型275kV超高圧通常変圧器群を搭載したシキ880（B2梁）形大物車（車体はシキ800に酷似）で車体にはNERVのロゴマークが貼り付けられている。同じくヤシマ作戦では御殿場リニア本線というリニア軌道の引き込み線が登場する。こちらはエヴァの輸送専用軌道となっており、劇中ではLM-133エヴァンゲリオン輸送専用リニア軌道電動貨物車というエヴァ専用の大型貨物車両（自走式）が登場する。他にも地上にある貨物駅からはジオフロント方面を結ぶカートレインが運転されている。ジオフロントの天井部には無数のリニアレールが敷設されているが、それらは前述のカートレインやインクラインが走行するための線路である。

### その他の路線
ジオフロントへ向かうインクラインやケーブルカー、カーゴトレインの路線もある（劇中では仙石原地下中央駅行C-22特別急行列車と記されている）。
箱根山には箱根ロープウェイ（武装タイプ）があり、市街地と結ばれている。

### 鉄道以外の交通機関
セカンドインパクトで水没した旧小田原市付近にはSSTOも発着可能な第3新東京国際空港、および新横須賀港が建設されている。また、芦ノ湖にも国連軍艦艇が停泊している。

## 新劇場版での違い
『新劇場版』では、街並みや交通機関、兵装ビルの変形などが3DCGにより精密に描写されている。『Q』では、サードインパクトの影響で第3新東京市は壊滅し破棄された。ジオフロントはむき出しになり、大地や建物は赤くコア化し、それに融合するかのように首のない赤いEVAと思われる残骸や赤い十字架が点在している。生き残ったわずかな市民は封印柱によってコア化を免れた周囲の土地に「第3村」を作り暮らしている。

## アニメ以外での設定

### 漫画版
貞本義行によるエヴァ漫画版では、使徒捕食によりS2機関を獲得して制御不能になったエヴァ初号機を再捕獲するのに都市の兵装システムが使用されており、元々エヴァ制御のためのシステムであったことが示唆されている。

### スーパーロボット大戦
ゲーム「スーパーロボット大戦シリーズ」では、ほとんどの作品で東京が健在であるため、名称が「第2新東京市」となっている（原作の第2新東京市は存在していない）。「第3新東京市」として本格的に登場したのはラーゼフォンとの兼ね合いで東京に絶対障壁が出来て外界と隔離されていた『スーパーロボット大戦MX』からであった。また、『第3次スーパーロボット大戦α 終焉の銀河へ』では『スーパーロボット大戦α』で第2新東京市が消滅したため、エンディングにて第3新東京市に民間人に戻ったシンジたちが引っ越してくる描写がある（NERV関連の設備が存在するのかは不明）。また、MX以外のシリーズでは東京から遷都する理由は、主に『マジンガーZ』や『ゲッターロボ』などのスーパーロボットの敵勢力の攻撃（もしくは敵勢力と東京で最終決戦を行ったための被害）が原因とされている。『第3次スーパーロボット大戦Z』では、時空振動によって転移してきた都市が、転移先の世界にすでに第2新東京市が存在していたために第3新東京市という名称に決まったとされている。

### 町おこし
2009年から箱根町では、「エヴァ箱根補完マップ」を配布するなど町おこしの起爆剤として第3新東京市のアピールを開始。2020年1月10日から小田急グループなどが始めた「エヴァンゲリオン×箱根2020 MEET EVANGELION HAKONE」では、期間限定で桃源台駅に第3新東京市駅の副名がついた。

## コラボ企画
2018年に放送されたテレビアニメ『新幹線変形ロボ シンカリオン』第31話では、『エヴァンゲリオン』とのコラボが初めて行われた。エヴァ本編（新劇場版）同様の第3新東京市の様子がモノレール車両をはじめ忠実に再現されている。新劇場版での第3新東京市が『シンカリオン』にて再現されている一方、アスカ・ラングレーについては、新劇場版の名字である「式波」ではなく旧世紀版の名字である「惣流」として登場している。
なお、エヴァの世界ではセカンドインパクトによって世界各地の沿岸都市は水没し、さらに先述の通り東京都心は新型爆弾による攻撃で消滅している。そのため、エヴァとのコラボが行われた、2018年放送のテレビアニメ『新幹線変形ロボ シンカリオン』第31話では熱海駅の路線図には東海道本線の起点は、東京駅ではなく国府津駅となっているが、シンカリオンの世界では東京都心及び東京駅は当然存在している。これはあくまでコラボ回限定のエヴァの世界観に基づいた設定であり、この第31話終盤には世界観の異なる両作との整合性をとるための処置がなされている。また、洞木三姉妹によると熱海および第3新東京市から大宮へ行くには山梨を経由しなければならず、東京都心が存在するシンカリオン世界及び現実よりも”大宮は遠い地域”らしく、エヴァの世界における鉄道事情に関するこれらの言及は『シンカリオン』第31話が初となる。

## その他
ユニバーサル・クールジャパン
ユニバーサルスタジオジャパン（USJ）で開催される「ユニバーサル・クールジャパン2019」ではエヴァンゲリオンとゴジラがコラボするアトラクション「ゴジラ対エヴァンゲリオン」が登場する。舞台は、第3新東京市ではなくUSJがある大阪にちなみ要塞化した第3新大阪市という設定。第3新大阪市の市章には大阪市の市章にも採用されている澪標と第3新東京市の市章、イチジクの葉を組み合わせた市章となった。キャッチコピーは「決戦、第3新大阪市」。